# 清世県
清世県（せいせ-けん）は、中華人民共和国山西省にかつて存在した県。現在の晋中市平遥県南東部に相当する。
隋初、開皇初年に設置され、大業初年に廃止された。